# Opsariichthys
Opsariichthys is een geslacht van straalvinnige vissen uit de familie van karpers (Cyprinidae).

## Soorten
- Opsariichthys bea Nguyen, 1987
- Opsariichthys bidens Günther, 1873
- Opsariichthys chekianensis Günther, 1873
- Opsariichthys dienbienensis Nguyen & Nguyen, 2000
- Opsariichthys evolans (Jordan & Evermann, 1902)
- Opsariichthys hainanensis Nichols & Pope, 1927
- Opsariichthys hieni Nguyen, 1987
- Opsariichthys kaopingensis Chen & Wu, 2009
- Opsariichthys pachycephalus Günther, 1868
- Opsariichthys songmaensis Nguyen & Nguyen, 2000